# Ibráhím paša
Ibráhím paša (1789 Nusretli, Osmanská říše – 10. listopadu 1848 Káhira) byl úspěšný osmansko-egyptský generál a krátce faktický panovník Egypta. Bojoval v osmansko-saúdské válce, v řecké revoluci, dobyl Sýrii a poté byl až do roku 1841 válim (guvernérem) osmanských provincií v Levantě (Akko, Damašek, Tripolis a Aleppo). Když jeho otec Muhammad Alí v roce 1848 duševně onemocněl, byl na krátkou dobu dědičným valím a faktickým vládcem osmanské provincie Egypt, zahrnující i dnešní Súdán. Zemřel v listopadu 1848 ještě před svým otcem.